# Medaglie dei Paesi Bassi

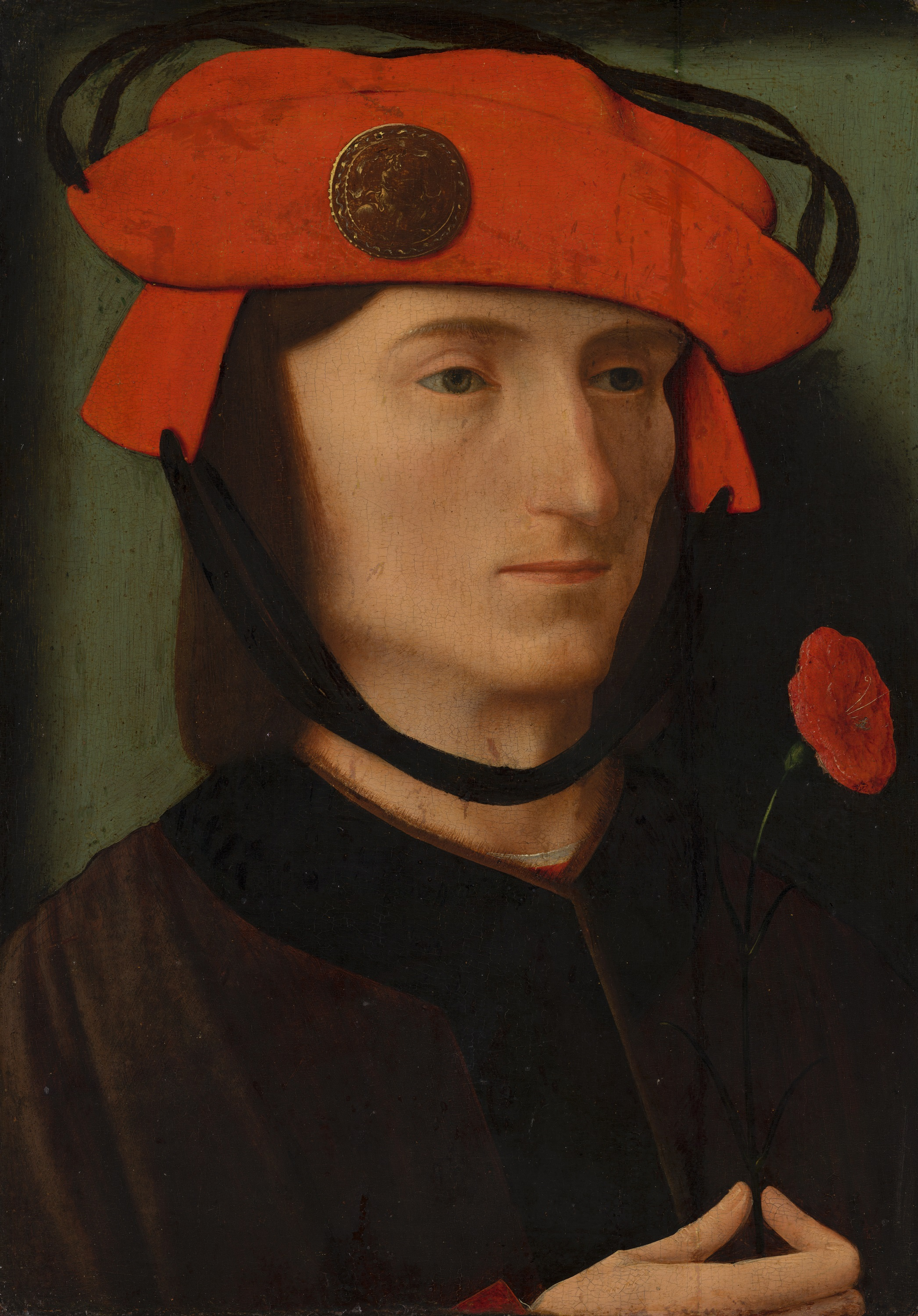
Maestro dei Ritratti Brandon, Uomo con medaglia di Sansone, 1515-30 circa, Mauritshius, L'Aia

Nei Paesi Bassi la medaglistica commemorativa moderna ha antiche origini, fin dall'inizio del Cinquecento. Ispirata inizialmente alle opere italiane, si distinse poi nella commemorazione della storia nazionale, facendone una delle prime scuole in Europa a non essere legate alle commissioni di una corte reale. 

## Origini

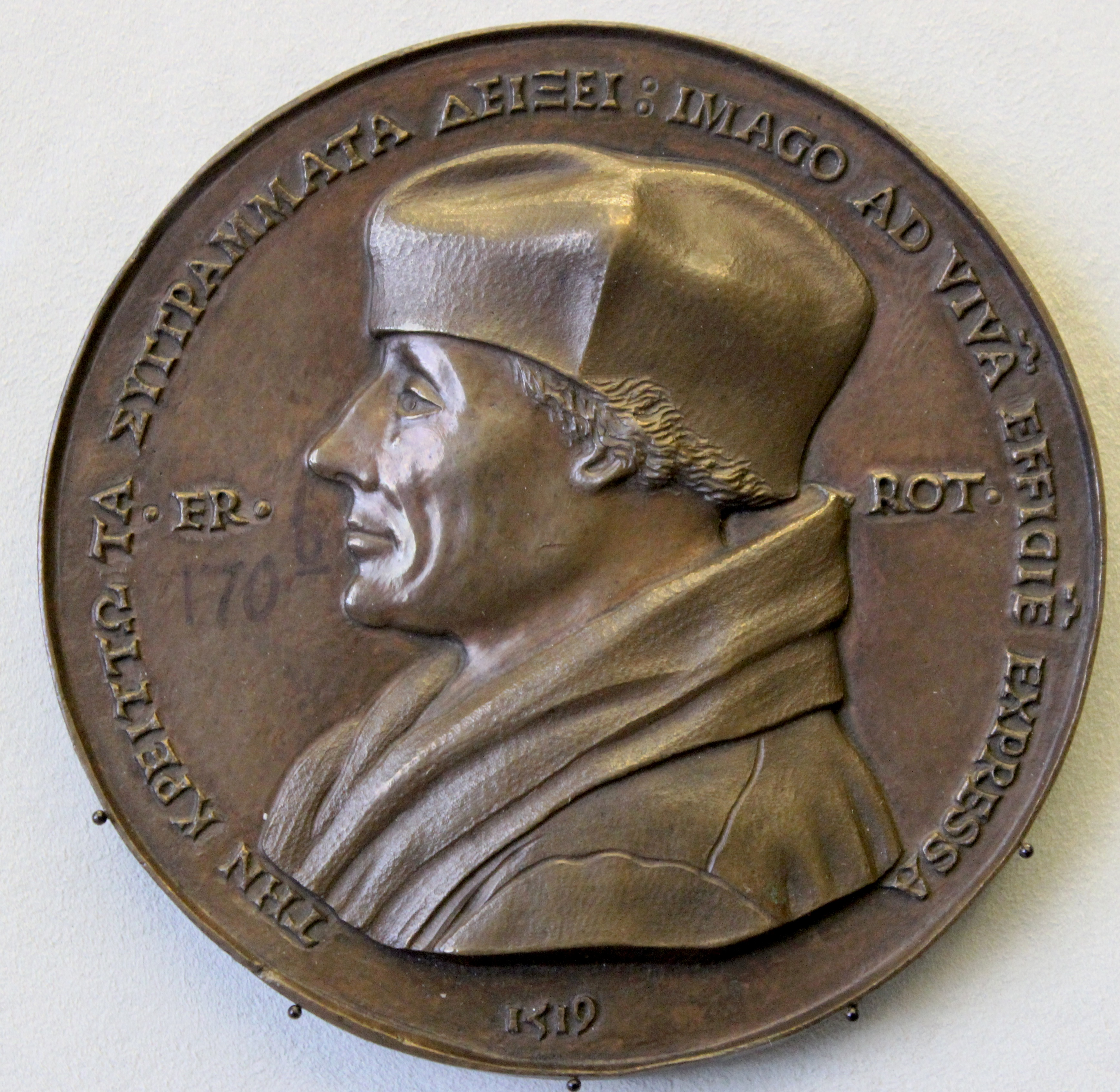
Quentin Matsys, Medaglia di Erasmo, recto, 1519

Nel Quattro e nel Cinquecento i Paesi Bassi rappresentavano un paese ricco e fecondo per le arti, sebbene spesso turbato da guerre, diventando la terra d'incontro tra artisti di scuole diverse di tutta Europa. Nel campo della medaglia lavorarono nelle Fiandre sia Giovanni Candida che Niccolò Fiorentino.
Tuttavia la storia della medaglistica nei Paesi Bassi inizia con un vero e proprio capolavoro isolato, la medaglia di Erasmo da Rotterdam coniata verso il 1519 dal pittore Quentin Matsys: sul verso si trova un elegante e sintetico busto di profilo, perfetto nella resa fisiognomica e dall'accentuata spazialità, grazie all'effetto tridimensionale del cappello; sul recto l'emblema personale di Erasmo, l'erma di Terminus coi capelli scompigliati dalla "follia" ed iscrizione in greco e latino che ricorda come il ritratto fosse stato preso dal vero. Si tratta di un esemplare che supera gli esempi allora più in voga della scuola italiana, con un'abilità compositiva degna di Pisanello e un acume borghese nel ritratto al livello dei migliori ritrattisti tedeschi quali Christoph Weiditz o Hans Schwartz, del tutto scevro dalla retorica un po' ossequiosa delle coeve medaglie disegnate dal Dürer.

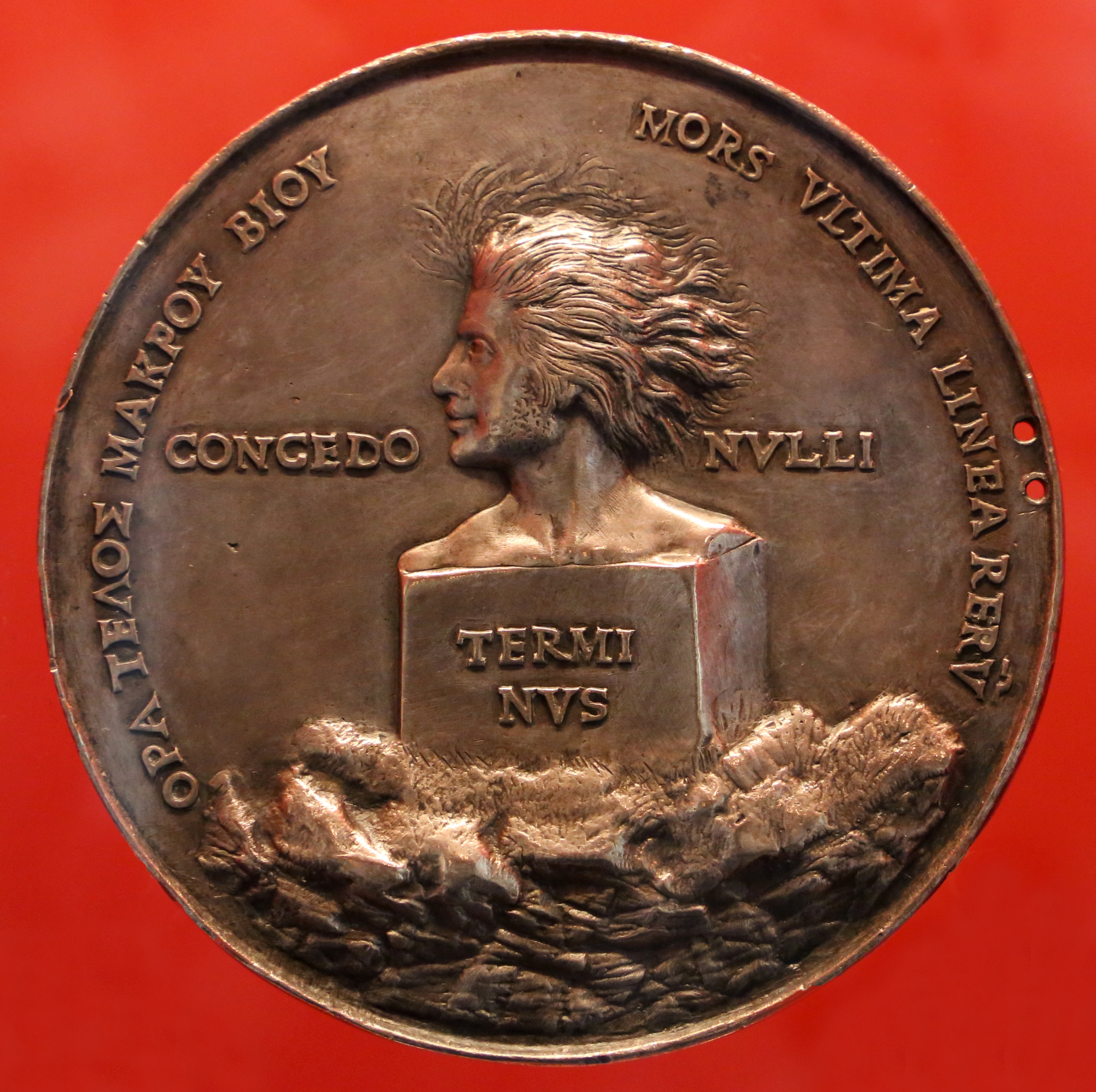
Quentin Matsys, Medaglia di Erasmo, verso, 1519

## Il Cinquecento

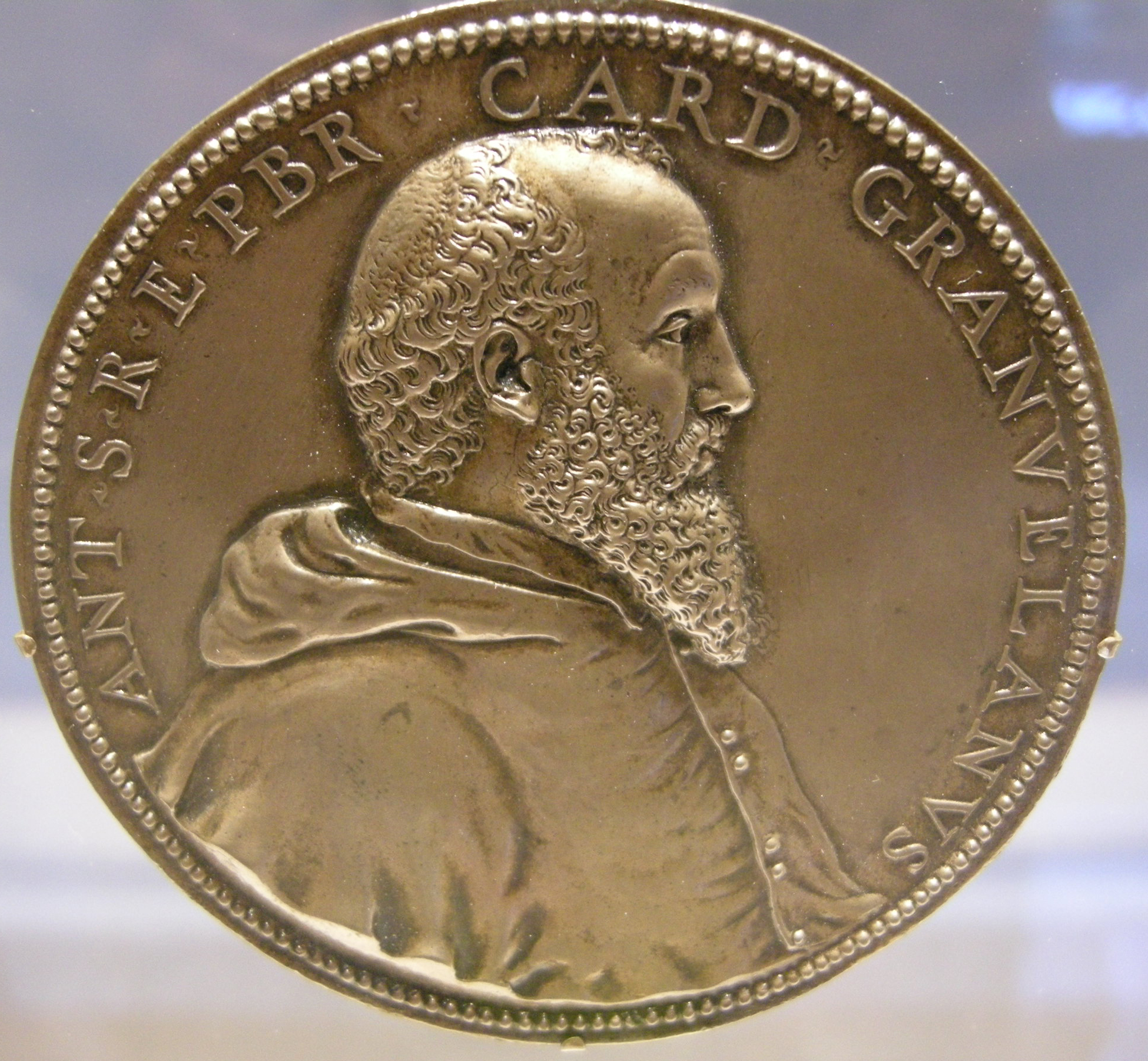
Jacob Jonghelick, medaglia del cardinale de Granvell, post 1561

Nel XVI secolo arrivarono nei Paesi Bassi alcuni medaglisti italiani al seguito della corte imperiale di Carlo V, in particolare Leone Leoni, che fu attivo per qualche anno nel Brabante. Fu suo assistente Jacob Jonghelick, formatosi con lui già a Milano dal 1552, il quale divenne, dopo la partenza del suo maestro, il più importante artista in questo settore del paese. Ritrasse alcuni importanti personaggi del tempo, quali il cardinale Antoine Perrenot de Granvelle o il borgomastro di Anversa Antonis van Stralen (1565), ma nel complesso la sua opera è più convenzionale di quella del Leoni o, ad esempio, di Sebastiano Galeotti. 
Un altro artista attivo in quegli anni fu Steven van Herwijck, che lavorò anche in Polonia e in Inghilterra, realizzando opere di notevole dignità formale con una resa dettagliata delle varie superfici, come nella medaglia di Dorcas Martin, personaggio del tutto secondario, ma nobilitato egregiamente. 
Nella seconda metà del secolo la corte del Duca d'Alba attirò altri artisti italiani quali Giovanni Melone e Giuliano Giannini.

## Il Seicento

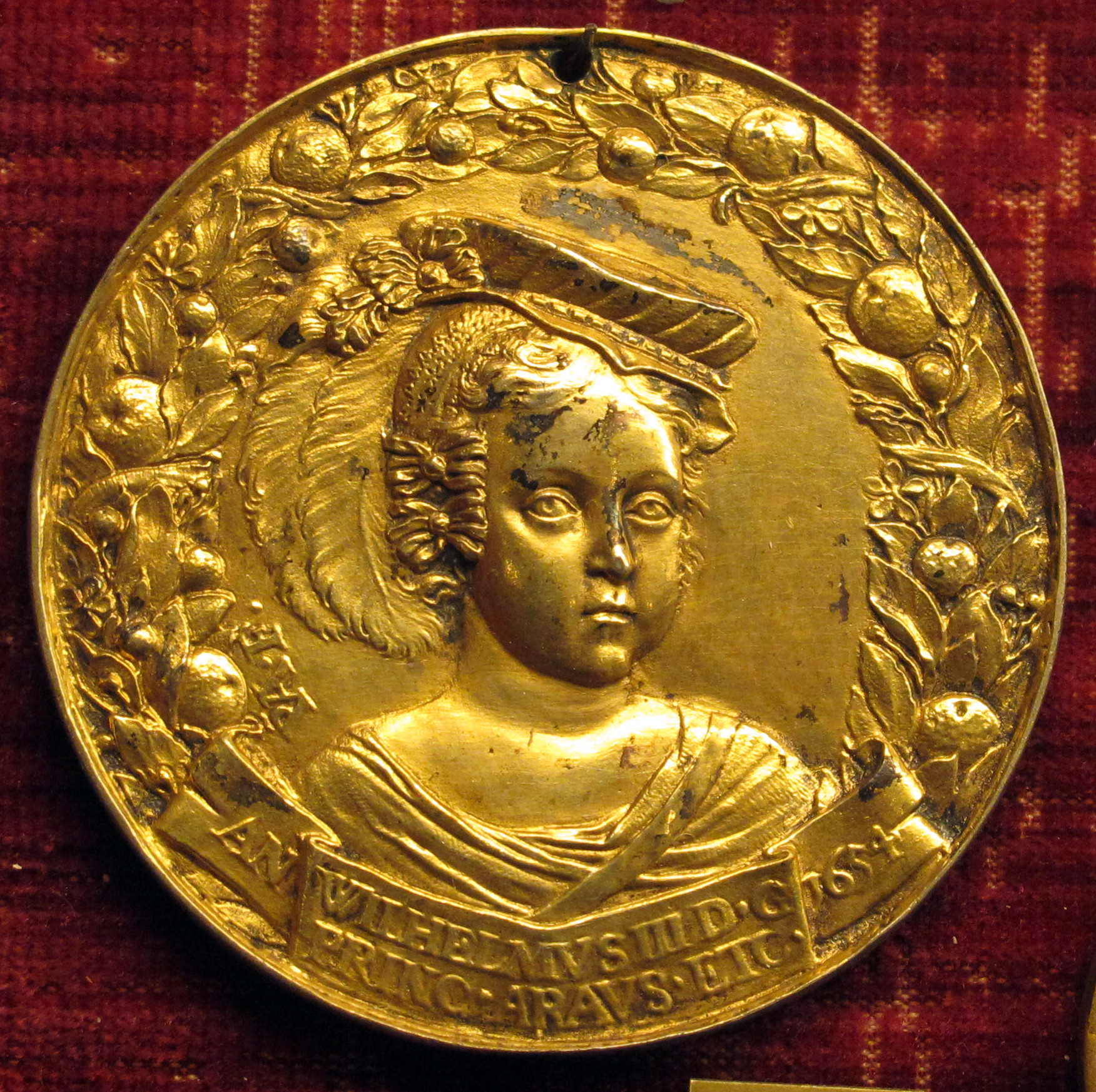
Pieter van Abeele, medaglia di Guglielmo III d'Orange bambino, 1654

Il nuovo secolo portò un mutamento del clima politico che si rifletté anche nella medaglistica, orientata ormai più a cercare ispirazione nell'area tedesca che in quella francese e italiana. Jan van Bylaer guardava a Sebastian Dadler, o Daniel Drapentier - autore delle medaglie di Guglielmo III d'Orange e di Maria d'Inghilterra - si ispirò a Philipp Heinrich Müller. Caposcuola per originalità fu Pieter van Abeele, che apportò anche innovazioni tecniche, quali la composizione di medaglie con due facce cave, saldate insieme in un bordo d'argento. Ben riuscita è la medaglia di Guglielmo d'Orange Bambino, con un verso in cui viene protetto dalla madre, nelle vesti di Minerva.
Accanto alla produzione di corte si sviluppò un interesse collezionistico borghese, in linea con la società del Secolo d'oro, legato soprattutto a soggetti legati alla storia nazionale. L'entusiasmo si riflette nel cospicuo numero di pubblicazioni, quali l'Histoire métallique de la répubblique de Hollande di Bizot (1687) o i cinque volumi dell'Histoire métallique de  XVII provinces des Pays-Bas di Van Loon (1731-1737).

## Il Settecento

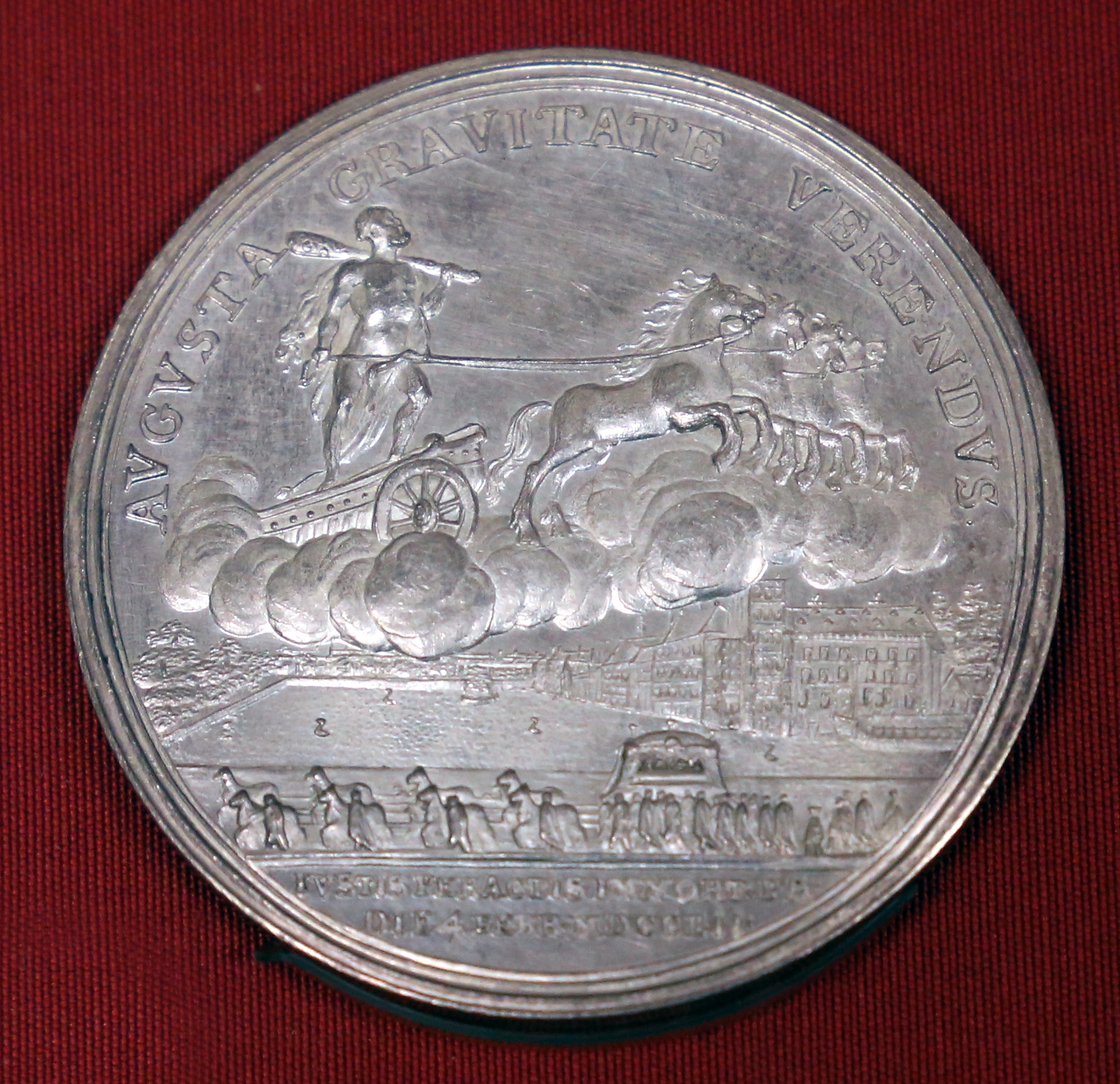
Jean George Holtzhey, I funerali di Guglielmo IV d'Orange a 's-Gravenhage, 1752

Nel XVIII secolo gli incisori olandesi erano ben affermati, e furono spesso chiamati a lavorare nelle corti straniere. Sono esempi illustri Jean George Holtzhey per Federico il Grande di Prussia, Theodore van Berckel per Carlo Alessandro di Lorena.